# Нью-Касл (Делавер)
Нью-Касл (англ. New Castle) — місто (англ. city) в однойменному окрузі штату Делавер США. Населення — 5551 особа (2020).

## Географія
Нью-Касл розташований на березі річки Делавер за 10 км від окружного центру Вілмінгтона за координатами 39°40′11″ пн. ш. 75°33′59″ зх. д. / 39.66972° пн. ш. 75.56639° зх. д. (39.669813, -75.566273). За даними Бюро перепису населення США в 2010 році місто мало площу 9,12 км², з яких 8,80 км² — суходіл та 0,32 км² — водойми.

## Історія
До появи європейців на місці сучасного міста існувало індіанське поселення Томаконк, назву якого можна перекласти як «Боброве угіддя». У 1651 року голландці, очолювані Пітером Стейвесантом, заснували тут форт Казимир для підтвердження претензії на навколишні землі, інтерес до яких також проявляли шведи, чиє головне поселення форт Христина перебувало лише в 10,5 км на північ. В День Святої Трійці 1654 новопризначений шведський губернатор Юхан Рісинг, вирішивши убезпечити себе від настільки близької голландського присутності, захопив Казимир та перейменував його в Трефальдігхет (форт Троїці). Прибулі восени наступного року голландці розбили шведів та приєднали їх поселення, залишивши їм часткову автономію. Повернене поселення, перейменоване до того моменту в Новий Амстел, стало столицею регіону. Ця подія благотворно позначилося на житті містечка: в ньому був розбитий існуючий і зараз Баттері-парк, а також побудовані дорожня мережа і так звана Широка дамба — перша на території США.
1664 року англійці, без оголошення війни увійшовши в гавань Нового Амстердама, примусили Пітера Стейвесанта до здачі всіх Нових Нідерландів. Новою владою форт був перейменований в Нью-Касл. Нідерланди ненадовго повернули його 1673 року під час Третьої англо-олландської війни, але незабаром повернули його за умовами Вестмінстерського договору (1674). В 1680 герцог Йоркський, майбутній король Англії Яків II передав Нью-Касл Вільяму Пенну, який вперше ступив тут на американську землю 27 жовтня 1682. Права Пенна на отримані ним території намагався оскаржити Чарльз Калверт, 3-й барон Балтімора, внаслідок тяганина про розмежування земель тривала до затвердження лінії Мейсона — Діксона в 1763—1767 роках. Купол будівлі суду Нью-Касла став центром так званого дванадцятимильного кола — дуги, що прокреслює північну межу штату.
До заснування Пенном Філадельфії в Нью-Каслі розташовувалося регіональний уряд. Оскільки звиклих до ліберальних порядків поселенців напружував консервативний вплив квакерів, вони клопоталися про надання Делаверу самоврядування, що й було зроблено 1702 року, а 1704 року колонія остаточно була відокремлена від Пенсільванії. Нью-Касл знову отримав статус столиці. У лютому 1777 Джон МакКінлі був обраний першим президентом Делавера (пізніше посада перейменована в «губернатор»). У травні того ж року внаслідок облоги Нью-Касла Вільямом Гау уряд штату було перенесено на південь, у Довер.
Після перемоги революції місто процвітало за рахунок вигідного географічного розташування (в гирлі річки Делавер і на мінімальній відстані від іншого берега півострова Делмарва, який омиває Чесапікська затока), що сприяло розвитку торгівлі. Для полегшення сполучення між двома водними шляхами побудована спочатку звичайна, а потім і залізнична (1828, друга лінія в країні) магістралі, яка закінчувалася під Френчтауном (місто-привид, Меріленд), де пасажири пересідали на пакетботи і на них добиралися до Балтімора. Однак до 1840 року ситуація змінилася: була побудована залізнична лінія між Балтимором та Філадельфією із зупинкою в сусідньому Вілмінгтоні, внаслідок чого пасажиропотік, а з ним і доходи міста, стали слабшати. Після Громадянської війни адміністрація округу була перенесена в Вілмінгтон.
Економічний спад в Нью-Каслі серед довготривалих наслідків мав і те, що жителі міста стали рідше займатися перебудовою своїх будинків, внаслідок чого багато будівель зберегли свій історичний вигляд. З 1927 року в місті, зазвичай в третю суботу травня, проходить День старого Нью-Касла: місцеві жителі, одягнувшись в костюми колоніальної епохи, ходять по історичним будівлям, а платня що стягується за вхід йде на їх підтримку в належному стані.

## Демографія
Згідно з переписом 2010 року, у місті мешкало 5285 осіб у 2331 домогосподарстві у складі 1376 родин. Густота населення становила 579 осіб/км². Було 2497 помешкань (274/км²).
Расовий склад населення:
| - 67,3 % — білих - 27,2 % — чорних або афроамериканців - 1,2 % — азіатів - 0,3 % — корінних американців - 1,4 % — осіб інших рас |

До двох чи більше рас належало 2,6 %. Частка іспаномовних становила 5,4 % від усіх жителів.
За віковим діапазоном населення розподілялося таким чином: 18,7 % — особи молодші 18 років, 64,9 % — особи у віці 18—64 років, 16,4 % — особи у віці 65 років та старші. Медіана віку мешканця становила 44,3 року. На 100 осіб жіночої статі у місті припадало 84,3 чоловіків; на 100 жінок у віці від 18 років та старших — 79,4 чоловіків також старших 18 років.
Середній дохід на одне домашнє господарство становив 73 471 долар США (медіана — 56 307), а середній дохід на одну сім'ю — 82 535 доларів (медіана — 67 083). Медіана доходів становила 53 565 доларів для чоловіків та 44 120 доларів для жінок. За межею бідності перебувало 13,7 % осіб, у тому числі 31,3 % дітей у віці до 18 років та 5,3 % осіб у віці 65 років та старших.
Цивільне працевлаштоване населення становило 2680 осіб. Основні галузі зайнятості: освіта, охорона здоров'я та соціальна допомога — 23,5 %, науковці, спеціалісти, менеджери — 14,2 %, фінанси, страхування та нерухомість — 12,8 %.